# 埃皮讷伊勒弗勒里耶勒
埃皮讷伊-勒弗勒里耶勒（法語：Épineuil-le-Fleuriel，法語發音：[epinœj lə flœʁjɛl]）是法国谢尔省的一个市镇，属于圣阿芒蒙龙区。

## 地理
埃皮讷伊-勒弗勒里耶勒（46°33'32"N, 2°35'1"E）面积41.6 平方千米，位于法国中央-卢瓦尔河谷大区谢尔省，该省份为法国中部省份，北起卢瓦雷省，西接卢瓦-谢尔省和安德尔省，南至克勒兹省，东南接阿列省，东临涅夫勒省。
与埃皮讷伊-勒弗勒里耶勒接壤的市镇（或旧市镇、城区）包括：瓦隆昂叙利、拉瑟莱特、拉佩尔什、圣维特、索尔宰勒波捷、韦丹、莫讷-维特赖。
埃皮讷伊-勒弗勒里耶勒的时区为UTC+01:00、UTC+02:00（夏令时）。

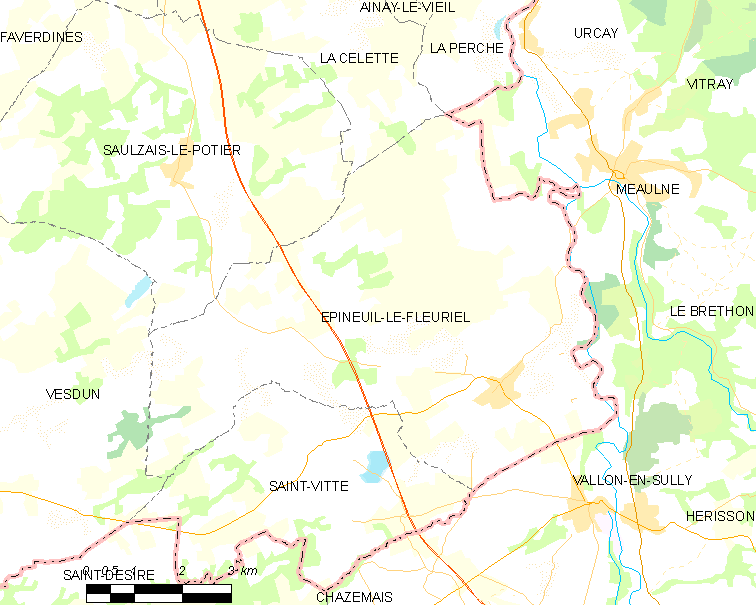
埃皮讷伊-勒弗勒里耶勒的OSM定位图

## 行政
埃皮讷伊-勒弗勒里耶勒的邮政编码为18360，INSEE市镇编码为18089。

## 政治
埃皮讷伊-勒弗勒里耶勒所属的省级选区为沙托梅扬县。

## 人口
埃皮讷伊-勒弗勒里耶勒于2022年1月1日时的人口数量为447人。

1962-2008年间埃皮讷伊-勒弗勒里耶勒人口变化图示